# Medusa (peperoncino)
Medusa è una cultivar di peperoncino della specie Capsicum annuum.

## Caratteristiche
È una varietà nana, che forma cespugli non più alti di 10 cm e che produce frutti conici, lunghi circa 5 cm, con apice rivolto verso l'alto, inizialmente di colore avorio, quindi giallo arancio, ed infine rosso brillante.